# André Salvat
André Salvat (16 tháng 5 năm 1920 – 09 tháng 2 năm 2017) là một đại tá trong quân đội Pháp. Ông là một cựu chiến binh của Chiến tranh Thế giới II, Chiến tranh Đông Dương và Chiến tranh Algérie. Ông đã được tặng Huân chương giải phóng do đã phukc vụ Thế chiến II.
André Salvat sinh ra vào ngày 16 tháng 5 năm 1920 tại Prades gần Perpignan. Cha ông là một cựu chiến binh Thế chiến I và mẹ ông là một người bán hàng. ông được đào tạo tại một trường dự bị quân sự ở Perpignan.

## Thế chiến II
Salvat gia nhập quân đội Pháp tháng năm 1938. Đến tháng năm 1939, ông là một trung sĩ dưới quyền tướng Eugène Mittelhauser, đóng quân tại Tripoli, Libya. Salvat từ chối chấp nhận đình chiến của 22 tháng 6 năm 1940 và gia nhập lực lượng Pháp tự do ở Palestine Ủy trị dưới Trung úy Raphaël Folliot. Đóng quân ở Moascar, Ai Cập, ông đã chiến đấu trong cuộc chiến của Sidi Barrani, Sollum, Bardia, cuộc bao vây Tobruk, Benghazi và El Agueila thuộc Trung úy Roger Barberot. Ông đã chiến đấu trong trận chiến đầu tiên của El Alamein tại Ai Cập vào tháng 7 năm 1942 dưới quyền Tướng Marie-Pierre Koenig và trận thứ hai của El Alamein vào tháng tháng 11 năm 1942. Ông đã được thăng hàm trung úy trong tháng 12 năm 1943 và đã chiến đấu trong chiến dịch Ý. Sau đó, ông nhận Huy chương Thuộc địa ccông lao của mình ở Libya.
Salvat trở về Pháp vào ngày 17 tháng 8 năm 1944, đổ bộ ở Provence, nơi ông tham gia kháng chiến Pháp. Sau đó, ông đã chiến đấu trong trận Alsace và trận Authion. Ông được tặng Huân chương tự do. Ông cũng nhận được Croix de Guerre.

## Sau Thế chiến II binh nghiệp
Salvat dạy tại Coëtquidan vào năm 1945. Ông phục vụ trong quân đội ở Morocco, Senegal và Cộng hòa Congo cho đến tháng 10 năm 1953, khi ông tham gia Chiến tranh Đông Dương lần thứ nhất. Ông bị thương trong trận chiến bốn lần và bị bắt và bị giam cầm trong ba tháng trong năm 1954. Ông được trao tặng Médaille de la Campagne d'Indochine và Croix de la Vaillance Vietnamienne cho cống hiến của mình.
Salvat phục vụ trong chiến tranh Algeria 1954 – 1962, nơi ông phụ tá-de-trại chung Raymond Delange của.
Salvat đóng quân tại Baden Baden và Berlin, Đức vào 1962 – 1966. Ông phục vụ trong Kinshasa, Zaire (nay là nước Cộng hòa Dân chủ Congo) từ năm 1967 đến năm 1971. Ông được trao Croix Militaire de 1ère classe cho đóng góp ở Zaire. Ông trở về Pháp, nơi ông đóng quân từ năm 1971 đến năm 1973.
Salvat nghỉ hưu vào tháng 4 năm 1973. Ông trở thành một cán bộ Đại của Legion of Honour.

## Qua đời
Salvat qua đời vào ngày 09 tháng 2 năm 2017 tại Perpignan, thọ 96 tuổi Sau cái chết của ông, Jean-Marc Todeschini, Bộ trưởng Pháp Cựu chiến binh và Tưởng niệm, gọi ông là một "gương mẫu kháng, người được chứng minh là không mệt mỏi dũng cảm và quyết tâm trong cam kết của mình để phục vụ nước Pháp. Đấu tranh của ông trong danh dự của Pháp Lực lượng Tự do và chúng ta mang ơn ông. "